# Protodrilus oculifer
Protodrilus oculifer är en ringmaskart som beskrevs av Pierantoni 1908. Protodrilus oculifer ingår i släktet Protodrilus och familjen Protodrilidae. Arten är reproducerande i Sverige. Utöver nominatformen finns också underarten P. o. borealis.